# Volkstaat

Bandera proposada pel Vryheidsfront com a bandera del possible Volkstaat

Territori proposat com a Volkstaat pel Front de la Llibertat

Volkstaat (en afrikaans: Estat del poble) és una proposta d'autodeterminació per a l'establiment de la minoria afrikàner a Sud-àfrica seguint principis federals, però cercant la total independència en forma de pàtria per als afrikàners.
Alguns afrikàners han perseguit l'autodeterminació i independència mitjançant la creació de repúbliques bòers d'ençà el segle xix. La pèrdua de l'autodeterminació i la fi del poder de la minoria a Sud-àfrica han fet ressorgir aquesta proposta.
S'ha fet nombrosos estudis i propostes, però sembla que només tenen el suport del 30% dels afrikàners. El suport s'ha incrementat per la degradació de la seva qualitat de vida a Sud-àfrica. La majoria dels sud-africans no dona suport a la proposta, i la majoria dels que la hi donen ho fan per motius racistes.
Hi ha diferents mètodes per a establir el Volkstaat. Al marge del possible ús de la força, la Constitució sud-africana i la legislació internacional hi ofereixen algunes possibilitats. La dispersió de comunitats afrikàners que són minoritàries arreu del país és un obstacle important per a l'establiment del Volkstaat, ja que els afrikàners no són majoritaris en cap àrea geogràfica separada que es pugui sostindre independentment. Els animadors de la proposta han creat dues petites comunitats, Orania al Cap Septentrional i Kleinfontein a Gauteng, per tal de dur-la a la pràctica.
El govern sud-africà ha declarat que no donarà pas suport a un Volkstaat, però que farà el possible per a assegurar la protecció de la llengua i cultura dels afrikàner, així com de les altres minories del país.
El cas de separatisme territorial entre els afrikàners no té tanta força com les reclamacions presentades per altres nacionalismes ètnics com els dels kurds, txetxens o tàmils.

## Context històric per a la creació de la proposta

### Les repúbliques bòers abans del 1911
Històricament, els afrikàner han estat un poble que ha intentat mantenir la seva independència amb l'establiment de diferents repúbliques a l'actual Sud-àfrica. Aquestes havien estat proclamades pels voortrekkers, i hi destaquen la república de Transvaal, l'Estat Lliure d'Orange, la República de Natalia, Stellaland, Goshen o Niewe Republiek. Nogensmenys, els britànics les derrotaren en la Segona Guerra bóer i dissolgueren les repúbliques.

### Apartheid
Sota l'apartheid, la cultura afrikàner i l'angloafricana foren protegides pel govern, l'anglès i l'afrikaans eren llengües oficials i la majoria dels líders polítics sud-africans eren afrikàners. El principi bàsic de l'apartheid era el separatisme racial, i volia dir que era implementat per un sistema de homelands (pàtries) per als pobles nadius anomenades bantustans, que realment perseguien mantenir la supremacia de la minoria blanca mitjançant la negació de la ciutadania a la majoria africana. La crisi del sistema d'apartheid durant la fi dels 80 va dur als extremistes afrikàners a cercar un sistema alternatiu.

### Avstig i Orania
A finals dels 80, l'Afrikaner Vryheidstigting o Avstig (Fundació per la Llibertat afrikàner), creada pel professor Carel Boshoff, proposà la creació d'un Volkstaat al nord de la província del Cap, una zona rural i mínimament desenvolupada. Avstig comprà la ciutat d'Orania el 1991, i la convertí en un Volkstaat modèlic. Boshoff esdevingué representant del Front de la Llibertat afrikàner, partit polític que defensa el concepte de Volkstaat.
Orania està situada en l'apèndix més septentrional de l'original Volkstaat, en el Cap Septentrional i vora l'Estat Lliure.

## Cas per l'autodeterminació
La diferència fonamental amb altres exemples dels anomenats pobles sense estat a la recerca d'autodeterminació com kurds, tàmils o txetxens és que no hi ha una "pàtria històrica" o territori on els afrikàners siguin la població majoritària a Sud-àfrica. Les pàtries històriques a les que fan referències són les repúbliques bòers, però cap d'elles va tenir més de cent anys d'existència, i, endemés, els afrikàners no hi eren pas la majoria de la població. Alhora, hom ha escollit arbitràriament una zona dispersament poblada com a pàtria artificial.
L'altra diferència important és que el grup ètnic afrikàner no és fàcilment identificable per la llengua (afrikaans) o la raça (blanca). Segons el cens del 2001, hi ha més no blancs que tenen com a primera llengua l'afrikàner que blancs, i només 2,6 milions dels 4,4 milions del total de la població "blanca" (terminologia del cens) parlen afrikaans com a primera llengua.
En contrast amb els txetxens que parlen txetxè i el 90% dels quals viu en una regió específica anomenada Txetxènia en la qual hi porten vivint des de fa segles, el grup afrikàner va arribar al territori fa uns 300 anys, són minoritaris lingüísticament i no constitueixen la majoria de la població de la zona. És clar que el cas de l'autodeterminació dels afrikàners sigui més feble que altres casos, perquè són minoritaris i producte del colonialisme.

## Suport a la proposta i mitjans per a dur-la a terme
Es van dur a terme dues enquestes entre els blancs sud-africans, el 1993 i el 1996, amb la qüestió "Que et semblaria la demarcació d'una àrea per a afrikanares i altres blancs sud-africans en la qual poguessin gaudir d'autodeterminació? Dones suport la idea del Volkstaat?". La del 1993 va donar el resultat del 29% de simpatitzants de la idea i que un 18% considerarien la possibilitat de traslladar-s'hi. La del 1996, però, havia baixat a un 22% de simpatitzants i només el 9% hi pensava traslladar-s'hi. Per contra, la proporció de blancs sud-africans que s'hi oposaven havia augmentat del 34% al 66%.
L'enquesta de 1996 mostrà que "aquells que el 1996 havien dit que podrien considerar traslladar-se al Volkstaat eren principalment homes de parla afrikaans que votaven al Partit Conservador de Sud-àfrica o al Front de la Llibertat afrikàner, tenien punts de vista racistes (el 24% racistes, el 6% lleugerament racistes) i no estaven a gust amb la nova Sud-àfrica democràtica" El redactor, però, no donava una definició de "punt de vista racista", i això es podia confondre amb posicions d'altres grups.
Abans de les eleccions del 1999 hom va suggerir que el 26,9% dels afrikàners volien emigrar, però com que no podien, es mostraven partidaris de solucions a l'estil del Volkstaat.
En una conferència d'autodeterminació afrikàner celebrada a Orania l'octubre de 2005, els intel·lectuals afrikàners mostraren poc entusiasme per la separació territorial, i proposaren alters idees com una mena de "ciber-moviment".

### Insatisfacció amb la vida
La insatisfacció amb la vida en la Sud-àfrica del postapartheis sovint és citada com a indicació de suport a la idea del Volkstaat entre alguns afrikàners. Una enquesta feta pel Consell del Volkstaat entre blancs de Pretoria, identificaven els següents problemes per ordre d'importància:
- Crim
- Problemes econòmics
- Seguretat personal
- Acció afirmativa
- Qualitat educativa
- Creixement de la població
- Serveis sanitaris
- Drets lingüístics i culturals
- Habitatge
- Altres

### Reducció del poder polític
Els afrikàner, que formen una petita minoria a Sud-àfrica (5,7% del total de la població segons el cens del 2001), abandonaren llur dominància de poder de la minoria blanca durant les eleccions democràtiques del 1994, i ara juguen un rol relativament petit en la política sud-africana. Alguns afrikàners, membres del Consell del Volkstaat, senten que la representació igualatària no garanteix la protecció de les minorires, i desitgen autogovern.

### Cultura i herència cultural
El 2002 a un nombre de ciutats i pobles amb noms històrics en afrikaans des de l'època dels voortrekkers (com Pietersburg i Potgietersrus) els foren canviats, alguns amb forta oposició popular. El mateix any el govern decidí que els departaments de l'estat havien escollit canviar la llengua de comunicació interdepartamental, que era l'afrikaans, per l'anglès.
De 31 universitats de Sud-àfrica, cinc eren històricament afrikaans (Estat Lliure, Potchefstrom, Pretoria, Universitat Rand Afrikaans i Stellenbosch). A mitjans del 2002 el ministre d'educació Kader Asmal anuncià que les universitats afrikaans havien d'implementar l'ensenyament paral·lel de l'anglès, malgrat la proposta d'una comissió del govern que dues universitats afrikaans podien mantenir aquesta llengua com a llengua acadèmica.

### Crims
El crim és el principal problema de Sud-àfrica. Segons els informes del període 1998-2000 recollits per les Nacions Unides, Sud-àfrica és el segon país del món en atracaments i assassinats per capita. El total de crim per cap és el desè dels 60 països amb més criminalitat. No obstant, el crim té un efecte pronunciat en la societat: molts sud-africans rics viuen en comunitats setjades, tot abandonant els districtes de negocis d'algunes ciutats a canvi de la seguretat relativa del suburbis.

### Atacs a granges
Entre els afrikàners rurals, els crims violents contra la comunitat grangera ha contribuït a endurir llurs actituds. Entre 1998 i 2001 es van produir 3.500 atacs a granges arreu del país. Els atacs provocaren la mort de 541 grangers, llurs famílies o llurs treballadors, només en tres anys. La mitjana era de dos atacs a granges cada setmana.
El Front de la Llibertat interpreta que es tracta de violència ètnica que té com a objectiu els afrikàner. A mitjans del 2001, aquest grup demanà a la Comissió de Drets Humans de l'ONU que pressionés al govern sud-africà perquè fes alguna cosa per evitar la mort de grangers, definida per ells com a "massacre ètnica". El seu cap Pieter Mulder, reclamà que molts dels atacs semblaven organitzats, i que el motiu no sols era criminal, perquè "un definitiu clima antiafrikàner creixia a Sud-àfrica. Els assassins d'afrikàners sovint eren aplaudits pels seus partidaris en els judicis".
Una Comissió Independent creada per la Comissió Nacional de Policia, publicà un informe el 2003 on indicava que la població blanca no era l'objectiu exclusiu dels atacs, i que la proporció de víctimes blanques s'havia reduït en els quatre anys anteriors a l'informe.

### Atur
Malgrat el deteriorament de la seva situació des de la fi de l'apartheid, els afrikàner tenen una de les taxes d'ocupació més alta del país. Els blancs (dels quals vora la meitat són afrikàners) només tenien un índex del 10% el 2001 (el 37% arreu del país), però ha crescut un 197% des del 1995. Un total de 228.000 blancs estan a l'atur.
La satisfacció laboral entre els afrikàners només és superada per la dels anglòfons, ja que un 78% van respondre a una enquesta que eren molt satisfets amb la seva feina. Tanmateix, la situació és pitjor que quan hi havia apartheid, quan els blancs rebien tractament especial, i això pot nodrir de partidaris al Volkstaat.
Un de cada cinc blancs sud-africans emigraren durant la dècada 200-2005 a causa dels crims i de l'Acció Afirmativa, iniciativa legal que pretén que les taxes d'ocupació reflecteixin la veritable situació demogràfica del paí, cosa que fa que els afrikàner tinguin dificultats per a trobar feina.

### Emigració
Segons una enquesta preelectoral del 1999, el 2,5% dels afrikàners volien emigrar, el 26,4% eren disposats a fer-ho si podien i el 5,3% ho estaven considerant. La majoria, però, el 64,9%, volia quedar-se. L'enquista suggeria que el 26,9% dels afrikàners podria emigrar, però això no volia dir que la solució fos el Volkstaat.
Una nova enquesta de l'Institut Sud-africà per a Relacions Racials de setembre de 2006 indicava el declivi estimat en el 16,1% en la població blanca sud-africana a finals del 2005.

## Situació actual per a la creació del Volkstaat
Wingqard afirmà el 2005 que només una guerra civil podia fer que els afrikàner obtinguessin la independència en qualsevol part de Sud-àfrica. El Freedom Front continua donant suport la idea, però el seu suport electoral és baix (1% del vot el 2006 sobre tots els sud-africans, cosa que representaria el 6% dels afrikàners). Hi ha dos mini-volkstaats, ciutats comprades com a propietat privada on es practica el separatisme afrikàner. Un grup menor que conspirava per a establir un Volkstaat per la força fou desarticualt el 2003.

### Volkstaat per la força
Die Boeremag (Força Boer) fou una organització separatista afrikàner violenta. La majoria dels seus membres foren arrestats el 2003 i acusats de traïció.

### Freedom Front
El Freedom Front ha estat la major força política que ha encoratjat la idea. Aquest partit polític afrikàner té representació al parlament nacional i alguns de provincials. El seu suport però ha caigut sota els 140.000 vots, menys de l'1% a nivell nacional, el 2004. Això significaria que menys del 6% de la població blanca afrikàner (2.558.958 segons el cens del 2001) els dona suport.

### Volkstaat sota propietat privada
Han intentat crear un Volkstaat a la petita ciutat d'Orania, al Cap Septentrional. La terra de la ciutat és de propietat privada, i els afrikàners han estat encoratjats pels promotors del projecte, tot i que pocs de moment n'han respost: aproximadament 600 habitants el 2001, 10 anys després del seu establiment. Un altre intent d'assentament s'ha fet a Kleinfontein vora Pretoria (a l'àrea metropolitana Tshwane). Ambdós assentaments no són municipis i no tenen autogovern ni cap reconeixement oficial. Només Orania ha reclamat al govern ser reconeguda com a municipi separat.

### Legislació sud-africana
La secció 235 de la Constitució SUdafricana dona el dret a l'autodeterminació a cada comunitat, basada en llengua i cultura comunes, en una entitat territorial dins la república o en qualsevol altra forma.
Aquesta secció de la constitució fou una de les propostes incloses el 1994 per iniciativa afrikàner, sobretot pel Freedom Front. Tanmateix, no hi ha legislació nacional a favor de qualsevol altre grup ètnic.

### Legislació internacional
La legislació internacional ofereix un recurs per a l'establiment d'un Volkstaat sobre el que la constitució sud-africana ofereix. Aquesta legislació és vàlida per a totes les minories que vulguin obtenir l'autodeterminació en forma d'independència.
Els requisits demanats per la legislació internacional, però, són que li siguin dnegats de forma clara els drets polítics, lingüístics, culturals i religiosos. Els drets de les minories són formalment protegits per l'Assemblea General de les Nacions Unides, quan adoptà la resolució 47/135 de 18 de desembre de 1992 titulada "Declaració dels Drets de les Persones pertanyents a Minories ètniques, nacionals, religioses o lingüístiques". Entre els termes de la declaració s'inclouen:
- Els estats han de protegir l'existència i la identitat nacional, ètnica, cultural o religiosa de les seves respectives minories, i encoratjar les condicions per a promoure la seva identitat.
- Les persones que pertanyen a aquestes minories tenen el dret a gaudir de la seva cultura, professar i practicar la seva religió i usar la seva pròpia llengua, en privat i en públic, lliurement i sense interferències ni cap mena de discriminació.
- Les persones pertanyents a minories tenen el dret a crear i mantenir llurs pròpies associacions.

### Presència afrikàner a Sud-àfrica
la presència afrikàner no representa una àrea separada dins Sud-àfrica. Aquesta situació fa que no sigui possible cap recurs a la legislació internacional per a proposar el Volkstaat. El Moviment Orania té com a principal objectiu aconseguir la majoria afrikàner a Cap Septentrional.

## Resposta del govern sud-africà a la proposta de Volkstaat
El govern del Congrés Nacional Africà va declarar el 1998 que no donaria pas suport a la proposta de Volkstaat, però que faria tot el possible per la protecció de la llengua i cultura dels afrikàner, com la de qualsevol minoria del país.

### El Consell del Volkstaat
El Consell del Volkstaat és una organització de 20 persones, creada pel govern sud-africà, mitjançant la Volkstaat Council Act de 1994, d'acord amb les seccions 184A i 184B de la Constitució sud-africana, on afirma que "el consell servirà com a mecanisme constitucional per a encoratjar als proponents de la idea del Volkstaat a perseguir de manera constitucional el tal Volkstaat".
La constitució del consell acabà el 1999 sense que fos oficialment dissolt. Va elaborar un informe final, amb tres recomanacions:
- Que les àrees amb majoria afrikàner gaudissin d'"autodeterminació territorial". Les àrees identificades estaven als voltants de Pretoria i al Cap Septentrional.
- Que el govern establís un "Consell afrikàner" de caràcter consultiu. "La representació parlamentària, on el poder numéric domina tots els afers, no sembla un sistema democràtic per a les minories".
- Que el govern legislés sobre els punts anteriors.

Les propostes de constituir el Consell afrikàner foren abandonades el 2001 per la Repeal of Volkstaat Council Provisions Act.

### Conclusions del govern
Johann Wingard, cap del consell, expressà el 2005 l'opinió que dubtava si algun funcionari del govern havia intentat llegir els informes. Tanmateix, el president Thabo Mbeki i el ministre d'afers interns, Mangosuthu Buthelezi, van fer referències a propostes de l'informe en el discurs parlamentari del 1999. Nelson Mandela, president aleshores, contestà que les conclusions de l'informe no serien definitives fins que ell pogués atendre la seva representació personalment.

### Comissió per la Promoció dels Drets Culturals, Religiosos i Lingüístics de les Comunitats
Posteriorment a la dissolució del Consell del Volkstaat, el 2003 es va crear la Comissió per la Promoció dels Drets Culturals, Religiosos i Lingüístics de les Comunitats. És encarregada de la protecció de la protecció dels drets a la identitat cultural i l'autoidentificació de les minories sud-africanes, inclosos els afrikàner. El comitè inclou com a membre l'afrikàner J.C.H. Landman, també membre de l'Aliança Afrikàner. Els informes del Consell del Volkstaat foren assumits pel comitè.